# Lambert Ryckx
Lambert Ryckx, (Ricx, Rijchus, Ryck, Rycz. Ryxius, Ricz, Rychus) (Lambertus,Lambrecht) även kallad Mäster Lambrecht, född troligen på 1520-talet i Antwerpen, död efter 1572, var en nederländsk målare
Han var son till målaren Rijkaert Aertzone och Catharina Dierickx och från 1555 gift med Rogier van der Weydens sonsons sondotter Catharina. Han upptas under namnet Lambrecht Aertsen Rijckaertsone i Antwerpens målargille 1555 och förekommer även i andra handlingar i Antwerpen under namnet Robbesant. Det är sannolikt att han först studerade för sin far och dennes vän Frans Floris. Han kommer till Sverige 1557 där han i kungens tjänst uppbar ett halvt års lön med 350 mark och han omnämns i räntekammarböckerna fram till 1559. Han återfinns i Antwerpen 1561 där han enligt handlingarna har någon målarelev. Erik XIV kallade in honom till Stockholm 1564 för att utföra arbeten på Stockholms slott och på kungens önskemål även utbilda svenska målare. Tillsammans med Baptista van Uther målade han triumfportar som skulle användas vid Erik XIV och samarbetet leder till att de etablerar en gemensam målarverkstad i ett hus nära Storkyrkan. Under Johan III:s regering fortsatte Ryckx sitt arbete för hovet fram till 1572 då han ansöker om att få resa till Tyskland för att vårda sin hälsa. Det är troligt att han avled detta år i Antwerpen men det finns inga noteringar om detta. Av Ryckxs arbeten i Sverige har mesta gått till spillo, allt arbete han utförde på Svartsjö slott, som blev förstörda vid branden 1687 och många dekorationsmålningar var arbeten utförda som en edgångskaraktär inför festligheter. Ryckx finns representerad vid Nationalmuseum och Nordiska museet i Stockholm.